# Fauzija bint Fuád egyiptomi királyi hercegnő
Fauzija egyiptomi királyi hercegnő, férjezett Fauzije iráni királyné (arabul: فوزية بنت فؤاد, magyaros átírással: Fauzija bint Fuád, perzsául: فوزیه فؤاد, magyaros átírással: Fouzije-je Foád; Alexandria, 1921. november 5. – Alexandria, 2013. július 2.) egyiptomi szultáni, majd királyi hercegnő, Mohammad Reza iráni sah első felesége, így Irán királynéja.

## Élete
Fauzija hercegnő 1921-ben született a Rasz at-Tín palotában I. Fuád egyiptomi szultán (később király) második házasságából. Édesanyja Názli Szabri volt. 1939. március 16-án, Kairóban feleségül ment Mohammad Reza iráni trónörököshöz, aki két évvel később sahként követte édesapját az iráni trónon. A sahi rang ugyan a császári címnek felel meg, ám Iránban a sah feleségei csupán királynéi rangot viseltek, így Fauzija is az „Irán királynéja” címet kapta meg. Szépsége annyira szembeötlő volt, hogy a Life magazinban Ázsia Vénusz-ának nevezték.
A házasság nem volt boldog, mert Fauzija sosem tudott Iránban megszokni és nem tudta kellően elsajátítani a perzsa nyelvet (férjével is franciául kommunikált). Anyósával, Tádzs-al és sógornőivel állandó konfliktusban volt, olyannyira, hogy majdnem tettlegességig fajultak a veszekedéseik. A sah sem foglalkozott túl sokat feleségével, inkább előnyben részesítette szeretőit és más alkalmi barátnőket. Fauziját gyakran látták Teheránban más hölgyek társaságában. Pletykák keringtek, hogy egy atlétával viszonyt kezdett volna, de ezt barátai és közvetlen hozzátartozói cáfolták.
Fauzija királynénak és a sahnak egyetlen gyermeke született, Sahnáz Pahlavi hercegnő (1940. október 27. –). Fauzija 1944-ben súlyos depresszióba esett, ezért kérte, hogy küldjék haza Egyiptomba. A válást először 1945-ben ismerték el Egyiptomban, a királyné pedig hazaköltözött Kairóba. 1948. november 17-én Iránban is kimondták a válást, a hivatalos indok szerint azért, mert Fauzija egészségének nem tett jót az iráni klíma. Továbbá kijelentették, hogy a válás nem befolyásolja Egyiptom és Irán viszonyát.
Fauzija elvesztette királynéi rangját, és Sahnáz hercegnőt is a volt férjénél kellett hagynia a megállapodás szerint. A sah bár tett kísérletet arra, hogy helyrehozza kapcsolatát Fauzijával, de az asszony soha többé nem akart visszatérni Iránba. A sah később úgy látta, hogy anyja volt az oka házassága sikertelenségének.
Egy évvel később, 1949. március 28-án Fauzija feleségül ment Iszmáíl Huszejn Sirínhez (1919–1994), az egyiptomi hadsereg egyik tisztjéhez, aki az akkori egyiptomi hadügyminiszter rokona volt. A házaspárnak két gyermeke született: Nádja 1950-ben és Huszejn 1955-ben.
2005 januárjában az újságok tévesen jelentették Fauzija hercegnő halálhírét – összekeverték unokatestvérével, akit ugyancsak Fauzijának hívnak. A hercegnő haláláig Alexandriában élt.
2013. július 2-án 91 éves korában, családja körében hunyt el.